# Кемферт, Павел Иванович
Павел Иванович Кемферт (Кемпферт) (1810—1882) — генерал-лейтенант, участник Кавказской войны.

## Биография
Родился в 1810 году, происходил из дворян Эстляндской губернии.
Военную службу начал в 1830 году юнкером в армейской пехоте. Принимал участие в подавлении Польского восстания 1831 года и за отличие был награждён польским знаком «Virtuti Militari» 5-й степени и 5 марта 1832 года произведён в прапорщики.
С 1839 года служил на Кавказе в Тенгинском пехотном полку и в чине поручика принимал участие в знаменитом сражении с горцами при Валерике. С тех пор он постоянно находился в походах против горцев, был адъютантом у генерала И. М. Лабынцева. В 1845 году за отличие был произведён в майоры и награждён орденом св. Анны 3-й степени с бантом, 1847 году — орденом св. Владимира 4-й степени с бантом; 19 июля 1849 года ему была пожалована золотая полусабля с надписью «За храбрость». 26 ноября 1850 года за беспорочную выслугу 25 лет в офицерских чинах Кемферт был награждён орденом св. Георгия 4-й степени (№ 8447 по кавалерскому списку Григоровича — Степанова). В 1848 году он получил чин подполковника и в 1851 году — полковника; с 1853 года командовал Навагинским пехотным полком.
Во время Восточной войны Кемферт находился в рядах действующей против турок армии и сражался в Закавказье, в конце 1853 года награждён бриллиантовым перстем с вензелем его величества.
С 1856 года Кемферт был одним из главных сподвижников генерала Евдокимова при завоевании Восточного Кавказа. Покорение Чечни, заложение Евдокимовского укрепления, взятие аула Ведено, занятие Аргунского ущелья и долины Андийского Койсу — во всем этом Кемферт принимал деятельное участие. 7 апреля 1857 года произведён в генерал-майоры, в 1858 году награждён орденом св. Станислава 1-й степени с мечами, в 1859 году — золотой саблей с бриллиантами и надписью «За храбрость» и орденом св. Анны 1-й степени с мечами, в 1860 году получил императорскую корону к последнему ордену и орден св. Владимира 2-й степени с мечами; 23 апреля 1861 года произведён в генерал-лейтенанты. Когда генерал Евдокимов был отозван на правый фланг Кавказской линии, Кемферт принял от него начальство над левым крылом. В 1867 году удостоен ордена Белого Орла.
В 1861—1862 годах был помощником командующего войсками в Кубанской области, затем назначен командиром 9-й пехотной дивизии, но по болезни не смог приступить к исполнению должности. С 1862 года Кемферт состоял при Кавказской армии и с 1872 года был почётным мировым судьёй Пятигорского съезда мировых судей.
В сентябре 1881 года Кемферт окончательно вышел в отставку и скончался в Пятигорске 11 февраля [30 января] 1882.